# هيزلايت ستوديوز
هيزلايت ستوديوز (بالإنجليزية: Hazelight Studios)‏ هي شركة تطوير ألعاب فيديو سويدية أسسها المخرج جوزيف فارس في عام 2014 في ستوكهولم. تشتهر الشركة بتطوير ألعاب تعاونية متعددة اللاعبين مثل أواي أوت وإت تيكس تو. نشرت كلتا اللعبتين بواسطة إلكترونيك آرتس تحت علامة إي أيه أوريجينالز.

## التاريخ

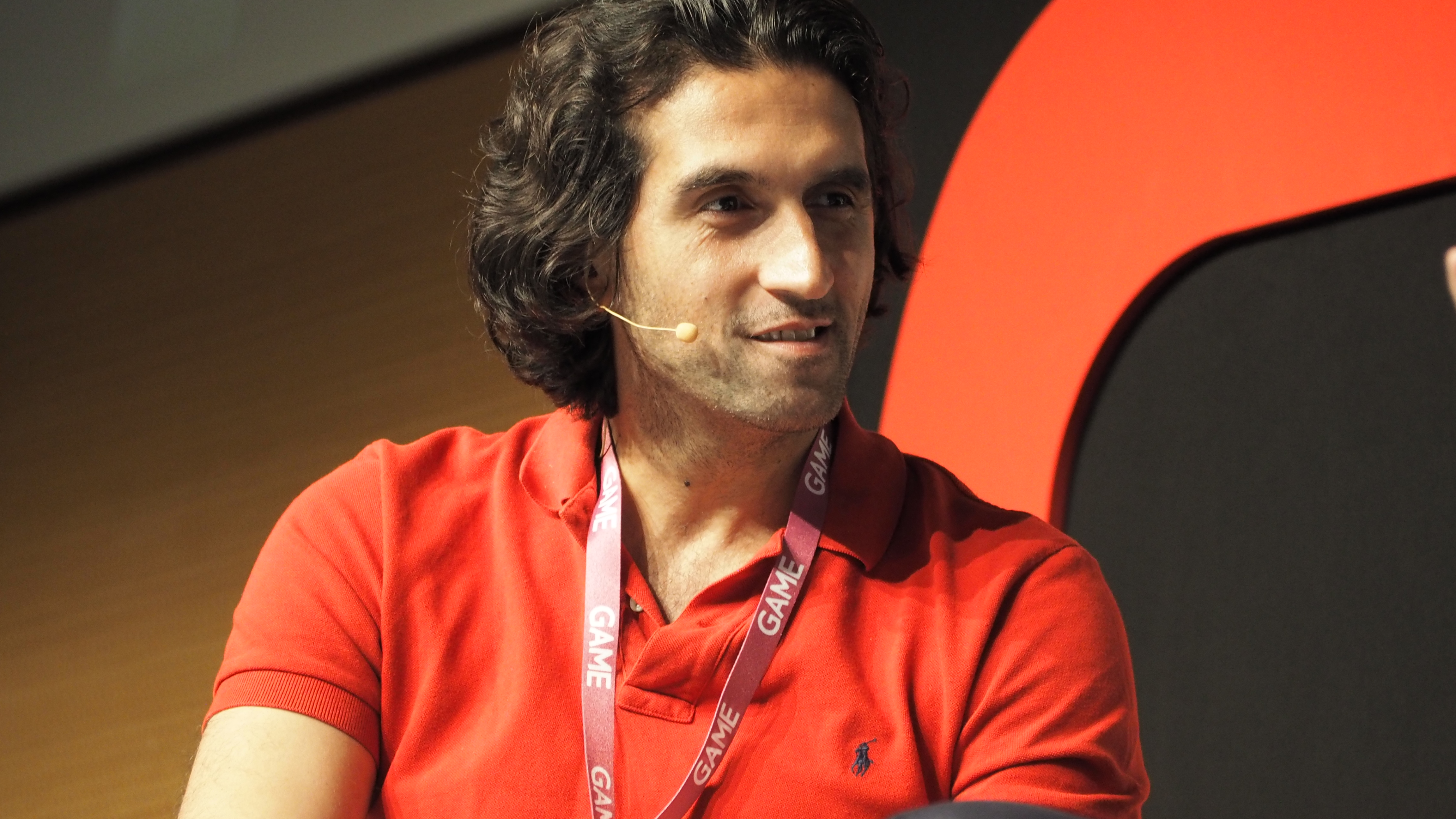
جوزيف فارس، مؤسس ومدير الشركة الإبداعي.

قبل تأسيس هيزلايت، كان جوزيف فارس مخرجًا سينمائيًا. كانت أول لعبة فيديو له هي برذرز: أه تايل أوف تو سنز من ستاربريز ستوديوز، والتي نالت استحسان النقاد عندما صدرت في عام 2013. بعد نجاح اللعبة، قرر فارس تأسيس شركة جديدة لإنتاج ألعاب الفيديو مقرها في ستوكهولم في السويد، مع التركيز على إنشاء لعبة ناضجة تركز على القصة. وانضم إليه فريق تطوير برذرز: أه تايل أوف تو سنز الأساسي من ستاربريز، والتي تضمنت كلايس إنجدال وإميل كلاسون وأندرس أولسون وفيليب كوليانوس. أعلن عن الشركة في جوائز اللعبة 2014 من قبل الناشر إلكترونيك آرتس، والتي كشفت أيضًا أنها ستنشر اللعبة الأولى لهيزلايت. سمحت إي أيه لهيزلايت بمشاركة المساحة في دايس حتى يتمكنوا من التركيز بشكل كامل على إنشاء لعبتهم.
أعلن عن أول لعبة للشركة، أواي أوت، بواسطة إي أيه في معرض الترفيه الإلكتروني 2017. كانت اللعبة جزءًا من إي أيه أوريجينالز، وهي مبادرة إي أيه لدعم الألعاب المستقلة. سمح البرنامج لهيزلايت بالاحتفاظ بالتحكم الإبداعي الكامل مع تلقي معظم أرباح اللعبة بعد استرداد تكلفة التطوير. منحت إي أيه الفريق ميزانية قدرها 3.7 مليون دولار. صدرت اللعبة في مارس 2018 وتلقت تقييمات إيجابية بشكل عام وبيعت مليون نسخة في غضون أسبوعين. دخلت هيزلايت في شراكة مع إي أيه مرة أخرى للحصول على لعبتهم التالية، إت تيكس تو، وهي لعبة منصات تعاونية صدرت في مارس 2021. فازت اللعبة بالعديد من الجوائز خلال جوائز اللعبة 2021، بما في ذلك أفضل لعبة عائلية وأفضل لعبة متعددة اللاعبين ولعبة العام.
في يناير 2022، أعلنت هيزلايت أنها دخلت في شراكة مع دي جي 2 إنترتينمنت لتكييف إت تيكس تو للتلفاز والسينما.

## الألعاب
| السنة | اللعبة     | المنصات                                                                                  | الناشر         |
| ----- | ---------- | ---------------------------------------------------------------------------------------- | -------------- |
| 2018  | أواي أوت   | إكس بوكس ون، بلاي ستيشن 4، مايكروسوفت ويندوز                                             | إلكترونيك آرتس |
| 2021  | إت تيكس تو | إكس بوكس ون، إكس بوكس سيريس إكس وسيريس أس، بلاي ستيشن 4، بلاي ستيشن 5، مايكروسوفت ويندوز | إلكترونيك آرتس |

## وصلات خارجية
- الموقع الرسمي
 (بالإنجليزية)